# Frans Schollaert
François (Frans) Victor Marie Ghislain Schollaert (Wilsele, 19 de agosto de 1851 – Sainte-Adresse, 29 de junio de 1917) fue un político belga, miembro del Partido Católico y primer ministro de Bélgica del 1 de enero de 1908 al 17 de junio de 1911.

## Biografía

### Primeros años
Schollaert era hijo de François Schollaert y Jeanne van den Schrieck. Era hermano de Louise Schollaert y cuñado de Joris Helleputte. No contrajo matrimonio.
Tras estudiar Derecho, comenzó a ejercer como abogado en Lovaina. En 1880 fue elegido diputado provincial por el distrito de Lovaina. En 1888 fue elegido por primera vez diputado a la Cámara de Representantes, de la que fue Presidente de 1901 a 1909 y de 1911 hasta su muerte en 1917. En 1890 cofundó la Liga Belga de Agricultores, cuyo primer presidente fue su cuñado Joris Helleputte.

### Legislación educativa
De 1895 a 1899 fue ministro del Interior. En 1895 contribuyó considerablemente a la legislación educativa, hasta el punto de que la ley escolar, aprobada aquel mismo año, lleva su nombre. Tras la derrota liberal de 1884, los católicos aprobaron la ley Schollaert, que introducía la financiación de la enseñanza primaria, condicionada a una inspección estatal. También presentó un proyecto de ley en 1903 para impartir ocho lecciones de neerlandés en la enseñanza católica. También en aquella época apoyó a Xavier Temmerman en la fundación del Instituto del Sagrado Corazón (Heilig-Hartinstituut), un instituto católico de enseñanza secundaria situado en Heverlee, cerca de Lovaina.
En 1907 fue nombrado Ministro de Estado.

### Primer ministro
En 1908, tras la repentina muerte de Jules de Trooz, fue nombrado primer ministro, y asumió también las carteras de Interior y Agricultura, de 1908 a 1910, y de Artes y Ciencias, de 1910 a 1911. La actividad de su primer gobierno se centró en la regulación del servicio militar obligatorio. Para enfado de su compañero de partido Charles Woeste, más conservador, llegó a un compromiso con la oposición para limitar el servicio militar obligatorio a un hijo por familia.
Durante su segundo mandato como Primer ministro, la atención volvió a centrarse en la financiación de la enseñanza primaria. La ambiciosa propuesta de su gobierno consistía en conceder "bonos escolares" a los padres. Estos bonos se entregarían a las escuelas, lo que permitiría financiarlas en proporción a su número de alumnos. El problema radicaba en que estos bonos escolares serían costeados por los ayuntamientos. La perspectiva de tener que financiar obligatoriamente las escuelas católicas no gozó de una buena acogida en las grandes ciudades, donde la mayoría de los concejales eran de tendencia liberal y socialista. Ello imposibilitó un acuerdo con la oposición como el que sí se había dado con el servicio militar. Además, Schollaert quiso introducir la escolarización obligatoria mediante una enmienda, lo que despertó las iras del ala derecha de su partido. En 1911, su gobierno cayó sin haber aprobado la financiación de las escuelas primarias católicas. Prosper Poullet, sucesor de Schollaert como ministro de Artes y Ciencias, introdujo la escolarización obligatoria en 1914.
Murió en 1917 a consecuencia de una enfermedad renal.